# William Sharp (Illustrator)
William Sharp, früherer Name: Leon Schleifer,  (* 13. Juni 1900 in Lemberg, Galizien; † 1. April 1961 in Queens, New York), war ein US-amerikanischer Grafiker, Zeichner, Buchillustrator und Karikaturist deutscher Herkunft.

## Leben
Im damals österreichischen Lemberg wuchs er als Sohn seiner jüdischen Familie auf, besuchte das Gymnasium und anschließend die Werkkunstschule. Nach anschließendem  Kunststudium in Krakau, München und Berlin ließ er sich dort in den 1920er Jahren nieder, wo er zunächst als Zeitungsgraphiker arbeitete. Seine Karikaturen in der Berliner Volkszeitung und im  8 Uhr-Abendblatt zeigten Schleifer als scharfsichtigen Beobachter des Großstadtlebens, der mit seinem ätzenden Spott George Grosz nahestand. Als politischer Karikaturist in Berlin sah er nach Hitlers Machtergreifung 1933 für sich zunehmende Gefahren und emigrierte 1934 in die USA, wo er sich seitdem William Sharp nannte.
Seine ersten Zeitungsanstellungen fand er als Gerichtszeichner für den New York Mirror und als politischer Karikaturist beim Esquire. Gleichzeitig erhielt er erste Aufträge als Buchillustrator und begann für Zeitschriften wie The New York Times Magazine, Life, Collier’s, Coronet und die New York Post zu arbeiten, für die er zum Teil über Jahre zeichnete. Daneben konnte er sein Talent und seine Fähigkeiten als Buchillustrator vervollkommnen und als Radierer und Lithograph sehr erfolgreich einsetzen.
1941 wurde er US-amerikanischer Staatsbürger, der bis zu seinem Tode mit seiner Frau Ruth im New Yorker Stadtteil Queens lebte.

## Werke (Auswahl)
Zahlreiche von Sharps Arbeiten fanden Aufnahme in Museen und Sammlungen wie dem Metropolitan Museum of Art, der Library of Congress, dem Carnegie Institute, und der New York Public Library.